# Дантония однолистная
Дантония однолистная (лат. Danthonia unispicata) — вид травы.
Иногда растение рассматривают как разновидность Danthonia Californica, на которую он похож. Дантония однолистная родом из западной части Северной Америки, где растёт в нескольких типах среды обитания, включая луга и открытые участки горных лесов.
Дантония однолистная — многолетняя трава, растущая пучками высотой от 10 до 30 сантиметров, с очень опушенными, скрученными листьями. Соцветие несёт один колосок, а иногда и до четырёх.